# 枣元乡
枣元乡是中国陕西省咸阳市长武县下辖的一个乡。

## 行政区划
枣元乡下辖以下行政区：
枣元村、田家村、惠家村、李家洼村、郭村、武家村、牛王村、西河村、绳邓村、北坡村、寨子村、河川口村、张家沟村、化阁寺村